# Timo Konietzka
Timo Konietzka (ur. 2 sierpnia 1938 w Lünen jako Friedhelm Konietzka, zm. 12 marca 2012 w Brunnen) – były niemiecki piłkarz i trener, reprezentant kraju. Strzelec pierwszego gola w historii niemieckiej Bundesligi i zdobywca wielu bramek w niemieckiej lidze, porównywalny z Gerdem Müllerem, czy Robertem Lewandowskim.

## Życiorys
Urodzony 2 sierpnia 1938 roku w Lünen, mieście w Zagłębiu Ruhry. 5 lat po szkole dołączył do ojca i braci pracujących w kopalni węgla Auguste Victoria. Po pracy trenował piłkę w lokalnym klubie VfB 08 Lünen. Nawet po przeniesieniu do Borussii ówczesna pensja piłkarza nie starczała mu na utrzymanie, więc pracował jako pomocnik w browarni Union.
Od dnia urodzenia nazywał się Friedhelm Konietzka. Od kolegów z drużyny dostał przydomek „Timo” z uwagi na podobieństwo do radzieckiego generała Siemiona Timoszenki. W 1985 roku Konietzka oficjalnie zmienił sobie imię z Friedhelm na Timo.
W sierpniu 1988 roku, jeszcze jako aktywny trener piłkarski, uzyskał obywatelstwo szwajcarskie. W ostatnich latach przed śmiercią, wraz z żoną Caludią, prowadził pensjonat w Brunnen nad jeziorem Vierwaldstättersee. Dorabiał również w szwajcarskim tabloidzie Blick.
W lutym 2012 r. zdiagnozowano u niego nieuleczalny nowotwór (raka dróg żółciowych). Wówczas zdecydował się na eutanazję, której dokonał w Brunnen z pomocą szwajcarskiej organizacji Exit, wypijając truciznę.

## Kariera zawodnicza

### Klubowa
Karierę rozpoczynał w juniorskich drużynach lokalnego VfB 08 Lünen, by następnie - w czasie wolnym od pracy - występować w zespole seniorskim tego klubu (od 15. roku życia pracował bowiem w kopalni węgla kamiennego „Victoria” w Lünen, podobnie jak jego ojciec i trzej bracia). W 1958 r. dzięki Helmutowi Brachtowi został sprowadzony do Borussii Dortmund. W jej barwach, w sezonie 1962/63, zdobył mistrzostwo Niemiec, a w sezonie 1964/65 Puchar Niemiec. Do historii przeszedł 24 sierpnia 1963, strzelając pierwszego gola nowo powstałej Bundesligi – o godzinie 16:59 w 58. sekundzie wyjazdowego meczu Borussii z Werderem Brema (3:2) pokonał Klausa Lambertza (oficjalnie spotkanie to - podobnie jak pozostałe pojedynki 1. kolejki - rozpoczęło się o godzinie 17:00, lecz faktyczną godziną pierwszego gwizdka arbitra jest 16:58). Co ciekawe nie zachowało się nagranie telewizyjne, ani choćby jedno zdjęcie tego wydarzenia.
W 1965 r. odszedł do TSV 1860 Monachium, z którym już w pierwszym sezonie wygrał Bundesligę. Od 1967 r. występował w szwajcarskim FC Winterthur. Wraz z drużyną sezon 1967/68 zakończył z awansem do Nationalligi A. W 1971 r. został grającym trenerem w FC Zürich. Przez 2 lata łączenia funkcji trenera i piłkarza dwukrotnie zdobył Puchar Szwajcarii. W 1973 r. zakończył karierę piłkarską i skupił się na trenowaniu drużyny z Zurychu.
| Sezon   | Klub               | Państwo    | Rozgrywki      | Mecze | Bramki |
| ------- | ------------------ | ---------- | -------------- | ----- | ------ |
| 1957/58 | VfB 08 Lünen       | RFN        |                |       |        |
| 1958/59 | Borussia Dortmund  | RFN        | Oberliga       | 8     | 6      |
| 1959/60 | Borussia Dortmund  | RFN        | Oberliga       | 29    | 25     |
| 1960/61 | Borussia Dortmund  | RFN        | Oberliga       | 28    | 19     |
| 1961/62 | Borussia Dortmund  | RFN        | Oberliga       | 16    | 13     |
| 1962/63 | Borussia Dortmund  | RFN        | Oberliga       | 26    | 19     |
| 1963/64 | Borussia Dortmund  | RFN        | Bundesliga     | 25    | 22     |
| 1964/65 | Borussia Dortmund  | RFN        | Bundesliga     | 28    | 22     |
| 1965/66 | TSV 1860 Monachium | RFN        | Bundesliga     | 33    | 26     |
| 1966/67 | TSV 1860 Monachium | RFN        | Bundesliga     | 14    | 4      |
| 1967/68 | FC Winterthur      | Szwajcaria | Nationalliga B |       | 34     |
| 1968/69 | FC Winterthur      | Szwajcaria | Nationalliga A | 24    | 9      |
| 1969/70 | FC Winterthur      | Szwajcaria | Nationalliga A |       | 14     |
| 1970/71 | FC Winterthur      | Szwajcaria | Nationalliga A | 26    | 14     |
| 1971/72 | FC Zürich          | Szwajcaria | Nationalliga A | 25    | 6      |
| 1972/73 | FC Zürich          | Szwajcaria | Nationalliga A | 8     | 0      |

### Reprezentacyjna
W seniorskiej reprezentacji RFN zadebiutował 30 września 1962 w wygranym 3:2 meczu przeciwko Jugosławii. W dwóch spotkaniach wpisywał się na listę strzelców (raz przeciwko Francji oraz dwukrotnie przeciwko Maroku). Po raz ostatni w kadrze narodowej zagrał 24 kwietnia 1965 w wygranym 5:0 meczu eliminacji Mistrzostw Świata 1966 przeciwko Cyprowi. Łącznie w latach 1962–1965 rozegrał 9 spotkań dla reprezentacji RFN, w których strzelił 3 bramki.
| Mecze i gole w reprezentacji | Mecze i gole w reprezentacji | Mecze i gole w reprezentacji | Mecze i gole w reprezentacji | Mecze i gole w reprezentacji | Mecze i gole w reprezentacji | Mecze i gole w reprezentacji |
| #                            | Data                         | Miasto                       | Przeciwnik                   | Gol                          | Wynik                        | Rozgrywki                    |
| ---------------------------- | ---------------------------- | ---------------------------- | ---------------------------- | ---------------------------- | ---------------------------- | ---------------------------- |
| 1.                           | 30.09.1962                   | Zagrzeb                      | Jugosławia                   |                              | 3:2                          | towarzyski                   |
| 2.                           | 24.10.1962                   | Stuttgart                    | Francja                      | Gol                          | 2:2                          | towarzyski                   |
| 3.                           | 05.05.1963                   | Hamburg                      | Brazylia                     |                              | 1:2                          | towarzyski                   |
| 4.                           | 28.09.1963                   | Frankfurt nad Menem          | Turcja                       |                              | 3:0                          | towarzyski                   |
| 5.                           | 29.12.1963                   | Casablanca                   | Maroko                       | Gol · Gol                    | 4:1                          | towarzyski                   |
| 6.                           | 01.01.1964                   | Algier                       | Algieria                     |                              | 0:2                          | towarzyski                   |
| 7.                           | 07.06.1964                   | Helsinki                     | Finlandia                    |                              | 4:1                          | towarzyski                   |
| 8.                           | 13.03.1965                   | Hamburg                      | Włochy                       |                              | 1:1                          | towarzyski                   |
| 9.                           | 24.04.1965                   | Karlsruhe                    | Cypr                         |                              | 5:0                          | El. MŚ 1966                  |

## Kariera trenerska
W latach 1971–1973 pracował jako grający szkoleniowiec FC Zürich, następnie do 1978 r. wyłącznie jako trener. Poprowadził tę drużynę do zdobycia mistrzostwa Nationalligi A (w sezonach 1973/74, 1974/75, 1975/76). Dodatkowo trzykrotnie zdobył Puchar Szwajcarii (w sezonach 1971/72, 1972/73 oraz 1975/76). Odniósł także sukces na arenie europejskiej, doprowadzając zespół do półfinału Pucharu Europy w sezonie 1976/77. W latach 1978–1980 pracował jako szkoleniowiec w BSC Young Boys. Od 1980 r. trenował Grasshopper Zurych, doprowadzając go do mistrzostwa Nationalligi A w sezonie 1981/82. W sezonie 1982/83 prowadził KSV Hessen Kassel. W 1983 r. objął funkcję trenera Bayeru Uerdingen. Po roku pracy został zwolniony i został trenerem Borussii Dortmund. W latach 1985–1986 ponownie podjął pracę w Grasshoppersie. W sezonie 1987/88 pracował ponownie w FC Zürich. W 1990 r. ponownie poprowadził Bayer Uerdingen. Karierę trenerską zakończył w 1994 r. jako trener FC Luzern.

## Sukcesy

### Zawodnicze
Borussia Dortmund
- Mistrzostwo Niemiec (1): 1962/63
- Puchar Niemiec (1): 1964/65

TSV 1860 Monachium
- Mistrzostwo Niemiec (1): 1965/66

FC Zürich
- Puchar Szwajcarii (2): 1971/72, 1972/73

### Trenerskie
FC Zürich
- Mistrzostwo Nationalliga A (3): 1973/74, 1974/75, 1975/76
- Puchar Szwajcarii (3): 1971/72, 1972/73, 1975/76
- Półfinał Pucharu Europy (1): 1976/77

Grasshopper Zurych
- Mistrzostwo Nationalliga A (1): 1981/82